# Мансуров, Хамид Хусейнович
Хамид Хусейнович Мансуров (тадж. Ҳамид Ҳусейнович Мансуров 25 декабря 1925 года, Самарканд, Узбекская ССР, СССР — 25 августа 2013 года,Душанбе, Таджикистан) — академик Академии наук Республики Таджикистан (1978). Заслуженный деятель науки Таджикской ССР (1976). Лауреат Государственной премии им. Абуали ибн Сино (1981), премии им. Е. Н. Павловского Академии наук Республики Таджикистан (2003). Доктор медицинских наук (1960), профессор (1961).

## Биография
В 1947 году окончил Самаркандский медицинский институт по специальности «внутренние болезни». В 1950 году окончил аспирантуру при институте терапии Академии медицинских наук СССР в Москве. После успешной защиты кандидатской диссертации переехал в Душанбе, где работал ассистентом, доцентом, и. о. заведующего кафедрой госпитальной терапии Таджикском государственном медицинском институте им. Абуали ибн Сино (1959—1974 гг). Свою педагогическую инаучную деятельность он продолжал в Таджикском государственном медицинском институте им. Абуали ибн Сино. Научные исследованиями ученого в области внутренних болезней завершились защитой докторской диссертацией.
В 1962 году был избран членом — корреспондентом Академии наук Республики Таджикистан. С 1962—2002 годах был директором, затем с 2002 года — почётным директор Института гастроэнтерологии Академии наук Республики Таджикистан. Институт гастроэнтерологии много лет, находившийся в составе Академии наук Таджикистана, в 2010 году явился той основой, на базе которой организована Академия медицинских наук Таджикистана, в которую вошли 12 медицинских учреждений разного профиля, ведущих не только лечебную, но и научную работу. В 1989—1995 годах был вице-президент Академии наук Республики Таджикистан.

## Научная и творческая деятельность
Хамид Мансуров написал 700 научных работ и 12 книг.
Основные направления научной деятельности: гастроэнтерология, гепатология. Он представлял свою науку на национальных и Международных конгрессах в Польше, Японии, Англии, Чехословакии, Германии, Венгрии, Франции, Швеции, Дании.
В 1974 году был избран Почётным членом Ассоциации гастроэнтерологов Венгрии, в 1976 году — членом-корреспондентом Ассоциации интернистов Польши, а в 1977 году — Почетным членом Медицинского научного общества гастроэнтерологов Болгарии/

## Награды
- Орденами Ленина, Октябрьской Революции, Исмоили Сомони III степени, медалью «За доблестный труд. В ознаменование 100-летия со дня рождения В. И. Ленина»;
- В 1976 году получил почётное звание «Заслуженный деятель науки Таджикской ССР»;
- Лауреат Государственной премии им. Абуали ибн Сино (1981), премии им. Е. Н. Павловского АН РТ (2003).